# 斯莫爾貢
斯莫爾貢（羅馬化：Smarhoń，發音：[smarˈɣonʲ]）是白俄罗斯格羅德諾州斯莫爾貢區内的城市及该区的行政中心。該市位於首都明斯克西北110公里，距離州府格罗德诺260公里，海拔高度150米，每年平均降雨量650毫米，2025年人口35,072。
1. ↑  . belsat.gov.by.   [8 May 2025]. （原始内容存档于29 March 2025）.